# Lomo embuchado

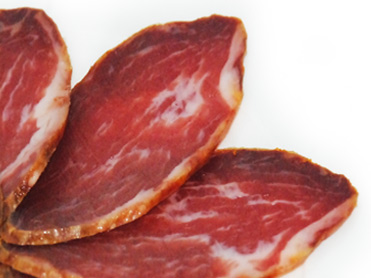
Rodajas de lomo embuchado.

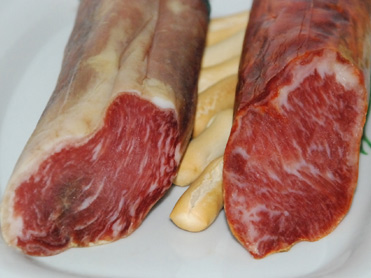
Comparación entre dos cañas de lomos ibéricos: Caña de Lomo ibérica Roja y Caña de Lomo Ibérico Blanca

El lomo embuchado o caña de lomo se trata de un derivado cárnico curado-madurado elaborado con el músculo ileoespinal del cerdo (prácticamente libre de grasa externa), aponeurosis y tendones, salado, adobado y embutido en tripas naturales o artificiales permeables y que ha sufrido un proceso de maduración apropiado. 
Las características físico-químicas que debe cumplir son: humedad: 55 % máx; grasa en residuo seco: ≤70 %; proteínas en residuo seco: ≥22 % mín; hidratos de carbono totales expresados en glucosa en residuo seco: ≤10,0 % máx; relación colágeno/proteína: ≤30%; proteínas añadidas: ≤3%
Si el lomo procede de cerdos de raza ibérica, se hace una distinción y se habla de lomo embuchado ibérico. No hay diferencias apreciables en cuanto a su fabricación, pero el período de curación es más largo. El lomo embuchado debe consumirse crudo, cortado en finas rodajas y servido como tapa, a veces en bocadillo.
Una de las características nutricionales más importantes del lomo embuchado es su alto contenido proteínico en relación con su grasa: Por cada 100 gramos de lomo embuchado, se tienen 50 gramos de proteínas y tan solo 8 de grasas.